# (15371) Steward
(15371) Steward est un astéroïde de la ceinture principale.

## Description
(15371) Steward est un astéroïde de la ceinture principale. Il fut découvert le 15 septembre 1996 à Kitt Peak par le projet Spacewatch. Il présente une orbite caractérisée par un demi-grand axe de 3,00 UA, une excentricité de 0,11 et une inclinaison de 2,7° par rapport à l'écliptique.

## Compléments